# Andora na Zimowych Igrzyskach Olimpijskich 1992
Andorę na Zimowych Igrzyskach Olimpijskich 1992 reprezentowało 5 zawodników. Był to piąty start Andory na zimowych igrzyskach olimpijskich.

## Reprezentanci

### Narciarstwo alpejskie

#### Mężczyźni
- supergigamt :

- - Gerard Escoda (nie ukończył)
  - Victor Gómez (nie ukończył)
  - Nahum Orobitg (nie ukończył)
  - Ramon Rossell (47 m.)

- gigant slalom :

- - Gerard Escoda (36 m.)
  - Victor Gómez (nie ukończył)
  - Nahum Orobitg (38 m.)
  - Ramon Rossell (nie ukończył)

- slalom :

- - Gerard Escoda (32 m.)
  - Nahum Orobitg (nie ukończył)
  - Ramon Rossell (nie ukończył)

#### Kobiety
- supergigant :

- - Vicky Grau (37 m.)

- gigant slalom :

- - Vicky Grau (nie ukończyła)

- slalom :

- - Vicky Grau (nie ukończyła)